# 玄始曆

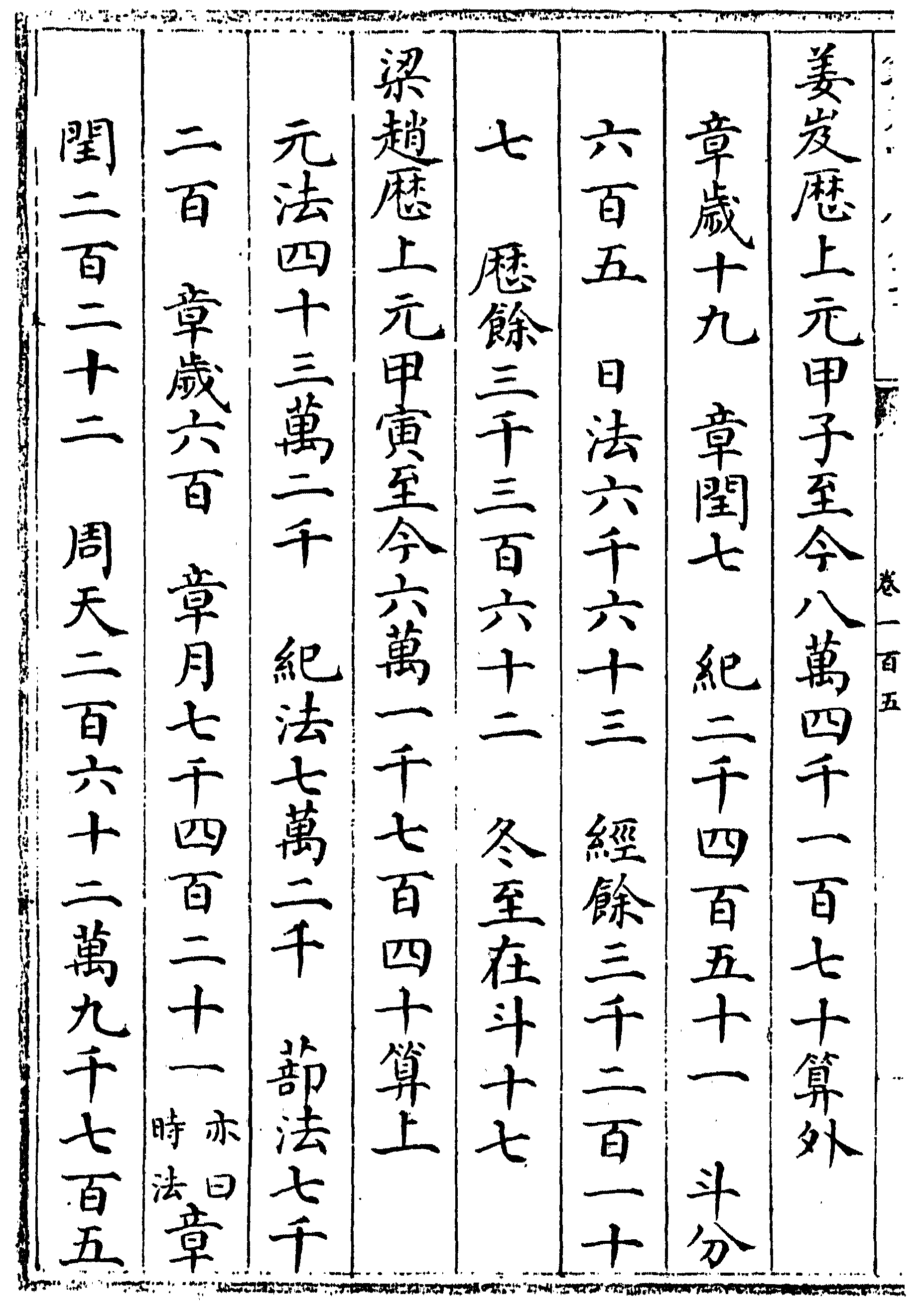
唐朝太史監瞿曇悉達 唐開元占經 第105卷 玄始曆段（四庫全書子部 術數類）

玄始曆、元始曆是中國古代曾經使用過的曆法之一，北涼太史敦煌趙著。北涼、北魏於452年至522年用了71年。沈約《宋書》稱之《甲寅元歷》，《開元占經》稱之《梁趙厯》。
玄始曆首破章法，採用600年置221個閏月代替十九年七閏法，1太陽年={\displaystyle 365{\frac {17589}{72000}}}日（≒365.24431日），1朔望月={\displaystyle 29{\frac {47251}{89052}}}日（≒29.53060日）。之後祖沖之大明曆亦循之棄十九年七閏法。

## 文內注釋
1. ↑  刘洪涛. 2003-2. 古代历法计算法. p241
2. ↑  许嘉璐主编《二十四史全译》宋書卷98、疇人傳卷第六、康熙字典 （页面存档备份，存于）、薮内清. . 作：宋元嘉中，趙𢾺撰申寅元曆。曆宗通議作𣤆。北史及玉海作𢾺。十六國春秋作𢾻，从支，似誤。
3. ↑  许嘉璐主编《二十四史全译》魏書卷一百七上作。
4. ↑  疇人傳卷第六: 趙，河西人也。善曆算。沮渠蒙遜元始時，修元始術。上元甲寅至元始元年壬子，積六萬一千四百三十八算上，元法四十三萬二千，紀法七萬二千，蔀法七千二百。章歲六百，章月七千四百二十一，亦曰時法。章閏二百二十一，周天二百六十二萬九千七百五十九，亦曰通數。餘數三萬七千七百五十九，斗分一千七百五十九，日法八萬九千五十二，亦曰蔀月。月周九萬六千二百五十二，小周八千二十一，會數一百七十三，度餘二萬七千七百一十九，會虛六萬一千三百三十三，交會差一百四十七，度餘三千三百一十一，遲疾差六百，餘四萬一千五百三十。周日二十七，日餘四萬九千三百八十。周虛三萬九千六百七十二。《宋書 大且渠蒙遜傳》、《魏書 律曆志》、《開元占經》
5. ↑  关守义. . 内蒙古师范大学学报（自然科学汉文版）. 2007, 36(6).
6. ↑  瞿曇悉達. . 卷一百五：古今歷積年及章率
《梁趙厯》上元甲寅，至今六萬一千七百四十算上。
元法四十三萬二千，紀法七萬二千，蔀法七千二百，章歲六百，章月七千四百二十一（亦曰時法），章閏二百二十二，
7. ↑  薮内清. .